# Som du vill ha mej
Som du vill ha mej är en svensk romantisk komedifilm från 1943 i regi av Gösta Cederlund.

## Handling
Den utåtriktade arkitekten Gösta ber sin vän doktor Fredrik om hjälp. Gösta tycker att hans fru, Gunilla är lite småtråkig och Fredrik övertalas att testa en uppiggande injektion på henne. Vad de inte vet är att hon hört hela samtalet och bestämmer sig för att lära herrarna, i synnerhet Gösta en läxa...
Gunilla förändras både till karaktär och utseende och inleder en romans med en stilig dirigent, allt för att göra maken svartsjuk. 
I filmen medverkar Gustav Wally som sångare och dansare i en av sina fåtal gjorda filmroller.

## Om filmen
Filmfotograf var Karl-Erik Alberts. Filmen spelades också in i Danmark som Som du vil ha' mig, med Marguerite Viby i den kvinnliga huvudrollen. Den danska versionen fick dansk premiär den 13 september 1943.

## Rollista i urval
- Karin Ekelund - Gunilla
- Lauritz Falk - Gösta, arkitekt
- Stig Järrel - Fredrik, läkare
- Georg Rydeberg - Stefan, dirigent
- Gösta Cederlund - Birger
- Marianne Löfgren - Fru Sandeman
- Gustaf Wally - sångaren
- Karin Kavli - Sylvia, operasångerska
- Astrid Bodin - hembiträde
- Marianne Gyllenhammar - sekreterare
- Cécile Ossbahr - telefonist

## DVD
Filmen gavs ut på DVD 2004 tillsammans med komedin Gomorron Bill.

## Musik i filmen (i urval)
- Min Isabell, kompositör: Lauritz Falk och Jolly Kramer-Johansen, text: Domino, sång: Lauritz Falk (på spanska)
- Som du vill ha mej, kompositör: Kai Gullmar, text: Hasse Ekman, sång: Gustav Wally, Naemi Briese (dubbar Karin Ekelund) och Lauritz Falk
- Tristan und Isolde, (avsnitt ur operan - instrumental), kompositör: Richard Wagner, text: Richard Wagner